# Татомир Костянтин Іванович
Костянти́н Іва́нович Тато́мир (16 березня 1900, Єлисаветград, нині Кропивницький — 4 березня 1979, Київ) — вчений у галузі гірничої справи, член-кореспондент АН УРСР (з 1939).
Працював у Дніпропетровському філіалі інституту «Шахтобуд». Від 1938 року працював в Інституті гірничої справи АН УРСР. Одночасно у 1929–1941 та 1945–1950 роках викладав у Дніпропетровському гірничому інституті. У 1963–1965 роках — завідувач відділу Донецького науково-дослідного вугільного інституту. У 1965–1979 роках працював в Інституті економіки промисловості АН УРСР.
Основні дослідження Татомира стосуються теорії проектування розробки вугільних родовищ. Розробив фундаментальну теорію комплексного розрахунку оптимальних площин перерізів шахтних гірничих виробок, основи теорії оптимального проектування шахт. Виконував дослідження з проблеми економіко-математичного моделювання шахт.
Як педагог підготував 14 докторів та понад 20 кандидатів наук.
Нагороджений почесним знаком «Відмінник соціалістичого змагання Наркомвугілля», двома подяками Президії АН УРСР, почесними грамотами.